# Bauern von Hruschowo
Bauern von Hruschowo ist eine Erzählung von Anna Seghers, die um 1929 entstand und 1930 in der Sammlung „Auf dem Wege zur amerikanischen Botschaft“ in Berlin erschien. Unmittelbar nach dem Kriege kämpfen die Bauern aus Hruschowo in den damals tschechoslowakischen Karpaten erfolgreich um ihren Wald.

## Inhalt
Nach dem gescheiterten Rákóczi-Aufstand nahmen zu Anfang des 18. Jahrhunderts die Habsburger den Bauern aus Hruschowo den Wald weg. Die Besitzverhältnisse blieben bis zum Untergang der Donaumonarchie so bestehen.
Als der Bauer Woytschuk aus dem Krieg in sein Dorf heimkehrt, wird ihm gerade ein Kind geboren. Die Bauern in Hruschowo und Umgebung horchen auf. Im Wald wird ein Baum gefällt. Woytschuk braucht einen Stamm für die Wiege. Andere Bauern folgen Woytschuks mutigem Beispiel und gehen mit der Axt in den Wald. Zu Beginn des Jahres 1919 wählen die Dorfbewohner Woytschuk zu ihrem Richter. Als die Obrigkeit für das gefällte Holz entschädigt werden will, wird einer ihrer Repräsentanten von den Hruschowoern verprügelt. Die Bauern fällen weiter Bäume. Ihre Waffen nehmen sie in den Wald mit. Die Staatsmacht belagert das Dorf. Die Auseinandersetzung fordert Menschenleben. Das Beispiel der mutigen Bauern macht Schule. In Uschhorod und in Akna Slatina versammeln sich Arbeiter und ziehen in die Karpaten. Der Dorfrichter wird derweil von Soldaten bewacht. Die Regierung in Prag lenkt ein. Sie schenkt den Hruschowoern ihren zweihundert Jahre vermissten Wald.

## Selbstzeugnisse
- „Diese Geschichte habe ich erzählen hören vom Sekretär der Partei im Bezirk Karpatenrußland.“[2]
- „Ich beschreibe den Kampf von Bauern um einen Wald und versuche durch einfache Beschreibung von wirklichen Vorgängen Menschen und Landschaft organisch in die revolutionäre Handlung einzubeziehen.“[3]

## Form
Der Legendenton passt zu der heimeligen Geschichte aus dem Wald. Aber der Schein trügt. Im Hintergrund tobt der Klassenkampf: „Hinter der Stille wurde geschossen.“ Das ist – chronologisch gesehen – die erste Geschichte der Autorin, die aus dem Rahmen fällt. Anna Seghers hat ihre vom Leser bisher gewohnte Zurückhaltung aufgegeben, wenn sie zum Beispiel schreibt: „In Rußland gibt es einen Lenin, die Erde wird den Herren weggenommen, Wald und Feld wird den Bauern gegeben.“

## Rezeption
Schrade findet die verkrampfte Propaganda und die „politische Rhetorik“ nicht nur „peinlich“, sondern er nimmt auch die Stoffferne – geographisch gesprochen – als eine Ursache des seiner Ansicht nach unangemessenen Tones. Die Verquickung des zelebrierten modernen Waldbauernkrieges mit der Oktoberrevolution und ihren unmittelbaren Folgen sei gar zu konstruiert.
Der Text, aus marxistischer Position geschrieben, rage aus dem Werk der Anna Seghers als Ausnahme hervor: Ein Aufstand gelingt in dieser „Huldigung für die Oktoberrevolution“. Von Batt erntet Anna Seghers ein kleines Lob. Zu den „Fischern von St. Barbara“ kommt der Revolutionär Hull noch von außen, hingegen der Anführer Woytschuk ist ein ortsansässiger Bauer.

### Textausgaben
Ausgaben
- Bauern von Hruschowo. In: Anna Seghers: Erzählungen 1926–1944. (= Gesammelte Werke in Einzelausgaben. Band IX). 2. Auflage. Aufbau-Verlag, Berlin 1981, DNB 810894505, S. 142–157. (Verwendete Ausgabe)
- Bauern von Hruschowo. In: Anna Seghers: Post ins Gelobte Land. Erzählungen. Auswahl Ursula Emmerich. Illustrationen Günther Lück. 1. Auflage. Aufbau-Verlag, Berlin 1990, ISBN 3-351-01653-0, S. 67–82.

### Sekundärliteratur
- Heinz Neugebauer: Anna Seghers. Leben und Werk. (= Schriftsteller der Gegenwart). Hrsg. von Kurt Böttcher. Volk und Wissen, Berlin 1980, OCLC 916648276.
- Kurt Batt: Anna Seghers. Versuch über Entwicklung und Werke. (= Röderberg-Taschenbuch. Band 15). Röderberg, Frankfurt am Main 1973, ISBN 3-87682-470-2.
- Ute Brandes: Anna Seghers. (= Köpfe des 20. Jahrhunderts. Band 117). Colloquium Verlag, Berlin 1992, ISBN 3-7678-0803-X.
- Andreas Schrade: Anna Seghers (= Sammlung Metzler. Band 275). Metzler, Stuttgart 1993, ISBN 3-476-10275-0.
- Sonja Hilzinger: Anna Seghers. (= Literaturstudium; = RUB 17623). Reclam, Stuttgart 2000, ISBN 3-15-017623-9.